# غافين كيرك
غافين كيرك هو لاعب هوكي الجليد كندي، ولد في 6 ديسمبر 1951 في تورونتو في كندا.

## وصلات خارجية
- غافين كيرك على موقع EliteProspects.com (الإنجليزية)
- غافين كيرك على موقع HockeyDB.com (الإنجليزية)
- غافين كيرك على موقع Hockey-Reference.com (الإنجليزية)